# Francis Peaks
Die Francis Peaks sind eine Gruppe aus Berggipfeln und -kämmen im ostantarktischen Enderbyland. Sie ragen 1,5 km südöstlich des Mount Gordon in den Scott Mountains auf.
Luftaufnahmen der Australian National Antarctic Research Expeditions aus dem Jahr 1956 dienten ihrer Kartierung. Das Antarctic Names Committee of Australia (ANCA) benannte sie nach Robert J. Francis, Physiker auf der Mawson-Station im Jahr 1961.